# Iwan Krawcow (polityk)
Iwan Aleksandrowicz Krawcow (ros. Иван Александрович Кравцов, ur. 1896 we wsi Ałagir w obwodzie terskim, zm. 29 lipca 1938) – radziecki działacz partyjny.

## Życiorys
Od 1915 do 1918 służył w rosyjskiej armii, a od 1918 w Armii Czerwonej, w 1921 dowodził oddziałem specjalnego przeznaczenia, później został wojskowym komisarzem okręgu groznieńskiego. Od 1918 należał do RKP(b), od 1924 kierował wydziałem organizacyjnym gubernialnego komitetu partyjnego, 1925-1928 pracował w Komitecie Okręgowym RKP(b)/WKP(b) w Szachtinsku, następnie w Komitecie Okręgowym WKP(b) w Stawropolu. W 1930 został sekretarzem odpowiedzialnym stawropolskiego komitetu rejonowego WKP(b), od kwietnia 1932 do czerwca 1935 był I sekretarzem Komitetu Obwodowego WKP(b) Czerkieskiego Obwodu Autonomicznego, od lipca 1935 do 1936 II sekretarzem Komitetu Obwodowego WKP(b) Północnoosetyjskiego Obwodu Autonomicznego i później do stycznia 1937 kierownikiem Wydziału Handlu Radzieckiego Północnokaukaskiego Komitetu Krajowego WKP(b). W 1937 kierował Wydziałem Handlu Radzieckiego oraz Wydziałem Przemysłowo-Transportowym Azowsko-Czarnomorskiego Komitetu Krajowego WKP(b), od września do listopada 1937 był I sekretarzem Biura Organizacyjnego KC WKP(b) na Kraj Krasnodarski.
14 listopada 1937 został aresztowany, następnie skazany na śmierć i rozstrzelany. Pośmiertnie go zrehabilitowano.